# Pergalumna andasibe
Pergalumna andasibe är en kvalsterart som beskrevs av Sandór Mahunka 1996. Pergalumna andasibe ingår i släktet Pergalumna och familjen Galumnidae. Inga underarter finns listade i Catalogue of Life.